# 浮野之戰
浮野之戰是織田信長平定尾張諸勢力的一場戰役，攻打和齋藤義龍聯盟的織田信賢，進一步強化對尾張的統治。

## 起因
身為尾張國上四郡守護代的岩倉城主織田信賢在流放父親織田信安繼位後，聯合美濃國的齋藤義龍、石橋氏、吉良氏一同與織田信長為敵，因此織田信長決定主動進攻岩倉城。

## 過程
永祿元年（1558年）5月時，織田信長主動發兵2千進攻岩倉城的織田信賢，由於直線前進的地形不利行軍，所以織田信長迂迴西北方三里攻打，在岩倉城西邊的浮野發動攻擊。織田信長在岩倉城周遭的民家放火，試圖引誘織田信賢出城，但織田信賢堅守不出，因此織田信長便佯裝撤退，暗中埋下伏兵，待織田信賢得知情報後，便軍出城追擊，兩方在午時展開激戰。
織田信長以森可成跟柴田勝家為先鋒，襲擊織田信賢軍，並從東南邊成功突襲織田信賢的部隊後，信賢軍崩潰，陣亡1250人。
同年7月，織田信長再度率2千多人進軍浮野，試圖攻打岩倉城，犬山城主織田信清也帶1千兵力來援，織田信賢則領3千人馬迎戰，織田信長由南邊進攻，織田信清從北邊進攻，兩路夾擊織田信賢的部隊。織田信賢看織田信清兵力較少,因此集中兵力以前田右馬允為先鋒進攻信清，結果前田右馬允反被織田信清軍殺死，而織田信清自知兵少，趕緊向織田信長求援，織田信長回師襲擊織田信賢軍，順利將之擊破，織田信清率先追擊岩倉城的敗軍，織田信長隨後跟上，織田信長跟織田信清追擊到岩倉城下造成岩倉城兵9百多人陣亡。

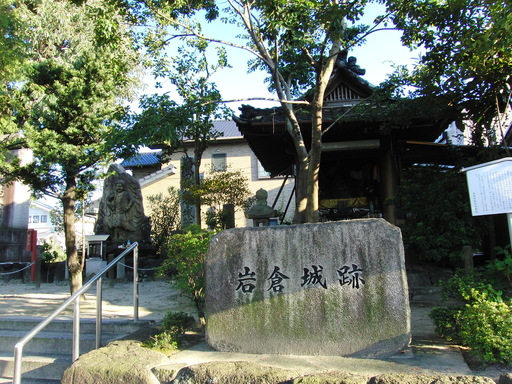
岩倉城跡

## 影響
織田信賢此戰失敗後，織田信長在永祿2年（1559年）1月再度率領數千士兵進逼岩倉城，由於城兵不敢出戰，織田信長就在城外放火，將岩倉城燒成裸城，並在城池四方建了兩三重的垣團團包圍，切斷其糧道達二、三個月，岩倉城終究糧盡勢屈，織田信賢在三月時開城投降，織田信長饒過織田信賢一命，織田信賢此後生平不詳，而織田信長在毀棄岩倉城後回歸清州城。